# H5 (Slovenië)
De H5 is een Sloveense autoweg die niet de volledige status van snelweg heeft. De weg loopt van de Sloveens-Italiaanse grens bij Trieste naar de Sloveense stad Koper. Op termijn moet de weg worden doorgetrokken in zuidelijke richting, met een aansluiting op de Kroatische autoweg A9.